# 法月纶太郎
法月纶太郎（1964年10月15日—），本名山田纯也，日本推理小说作家、评论家。

## 创作生涯
出生于岛根县松江市。毕业于岛根县松江北高等学校，京都大学法学部。曾属于京大推理小说研究会，与我孙子武丸、绫辻行人有交流。现住在京都市。是新本格推理作家的代表之一。笔名来源于吉川英治《鸣门秘帖》中登场的隐秘“法月弦之丞”。大学时代曾用“法月林太郎”做笔名，在岛田庄司的建议下改成现在的名字。
曾在协和银行工作，1988年以《密闭教室》获得江户川乱步赏候补，在岛田庄司的推荐下出道。

## 作品列表

### 法月纶太郎系列
- 《雪密室》
- 《谁彼》
- 《为了赖子》
- 《一的悲剧》
- 《又见赤红的恶梦》
- 《法月纶太郎的冒险》（短篇集）
- 《二的悲剧》
- 《法月纶太郎的新冒险》（短篇集）
- 《法月纶太郎的功绩》（短篇集）
- 《去问人头吧》
- 《犯罪十二宫Ⅰ 六女王問題》（短篇集）
- 《尋找王 / 寻找王者》
- 《犯罪十二宫Ⅱ 三女神問題》（短篇集）
- 《世界靈異現象終結者：法月綸太郎短篇傑作選》

### 其他作品
- 《密闭教室》
- 《拼图崩坏》（短篇集）
- 《无删节版密闭教室》
- 《怪盗格里芬·千钧一发》
- 《夺秒争分》（短編集）
- 《諾克斯機器》